# آل شبيحي (مودية)

تعديل مصدري - تعديل

آل شبيحي هي إحدى قرى عزلة مودية بمديرية مودية التابعة لمحافظة أبين، بلغ تعداد سكانها 334 نسمة حسب تعداد اليمن لعام 2004.